# Târnava, Sibiu
Târnava, mai demult Proștea Mare, (în dialectul săsesc Griuszpriustref, în germană Gross-Probstdorf, Groß-Probstdorf sau Großprobstdorf, în maghiară Nagyekemező, Ekemező, Prépostfalva) este satul de reședință al comunei cu același nume din județul Sibiu, Transilvania, România.

## Istoric
Localitatea se află pe malul drept al râului Târnava Mare, în apropiere de Mediaș.
Prima menționare a localității a fost în 1331 sub denumirea de Ekeemeza Maior, ceea ce indică o posibilă existență încă înainte de colonizarea sașilor din secolul al XIII-lea. Denumirea Ekeemeza Maior înseamnă "câmp mare arabil (cu plugul)", ceea ce dovedește că inițial ocupația principală a fost cultura cerealelor. Cu timpul, locuitorii s-au specializat în viticultură.
O a doua menționare apare în 1334, numai cu denumirea de Ekemezev.
Următoarea menționare este din 1359, în care localitatea apare ca proprietate a Prepoziturii din Sibiu, de care ținea și Probștea Mică (Kleinprobstdorf), părți din Bălcaciu (Bulkesch) și Jidvei (Seiden), precum și Ruși (Reußen). De aici și denumirea germană de Großprobstdorf (satul cel mare al prepozitului).
În 1414 localitatea apare cu traducerea în latină a denumirii germane, villa Praepositii.
În 1494 apare menționată prima dată denumirea germană de Groszprozdorff.
În 1424 regele Sigismund de Luxemburg a desființat Prepozitura Sibiului și a transferat proprietățile acesteia orașului Sibiu.
În 1469 regele Matia Corvin a hotărât ca locuitorii din localitate să-și plăteacă dările împreună cu locuitorii din cele Șapte Scaune. În 1494 funcționari ai comitelui au venit să încaseze ilegal impozite, motiv pentru care Consiliul din Sibiu s-a adresat voievodului cu o plângere. Abia în 1499, la ordinul voievodului Transilvaniei, din registrele de impozite ale comitatului au fost radiate localitățile care făcuseră parte din proprietățile prepoziturii. Acest lucru a fost întărit printr-un privilegiu emis în 1505.
Conform datelor păstrate în registrele din Sibiu, localitatea era condusă în 1495 de un Hann și mai mulți "bătrâni" (Älteste). Din 1506 li s-a adăugat și un judecător propriu numit.
La începutul secolului al XVI-lea, s-a ajuns la un proces pentru hotarul cu comuna Eibesdorf (în prezent Ighișu Nou), astfel că în urma judecății din 1527 s-a marcat din nou hotarul dintre aceste localități. În 1545 Universitatea Națiunii Săsești (Sächsische Nationsuniversität) a judecat din nou această pricină, fără a da o hotărâre definitivă.
Pe harta tipărită de Johannes Honterus în 1532 la Basel, cu titlul “Sybembürgen“, pe malul drept al al râului Târnava Mare, lângă localitatea Mediaș (Medwisch) era reprezentată și localitatea Prostorf.
În localitate a existat din vechime o școală. Cea mai veche însemnare documentară despre numirea unui director în această școală datează din 1567, fără a i se menționa și numele.
În prezent localitatea Târnava are o foarte bună structurare funcțională ce oferă posibilitatea desfășurării tuturor funcțiilor urbanistice. Satul este amplasat în apropierea drumului național DN 14 în apropierea râului Târnava Mare și în apropierea căii ferate. Aceste repere în spațiu constituie o premisă a unui anumit nivel urban.

## Monumente
- Biserica fortificată din Proștea Mare, sec. al XV-lea
- Altarul poliptic al Bisericii Evanghelice-Lutherane din Proștea Mare, realizat între anii 1480-1510, cunoscut în literatura de specialitate ca Altarul din Proștea Mare, se află din anii 1960 în colecția de artă medievală a Muzeului Brukenthal, fiind una din piesele cele mai valoroase ale colecției.
- Monumentul Eroilor Români din Al Doilea Război Mondial. Crucea comemorativă se află pe str. Victoriei. Monumentul a fost ridicat în anul 1945, în memoria eroilor români căzuți între 1941-1944, fiind realizat din piatră și beton, iar împrejmuirea este făcută cu un gard din plăci de beton. Pe fațada monumentului este un scurt înscris comemorativ: „VOUĂ EROILOR“.

## Personalități
- Johannes Oltard⁠(hu)[traduceți] (1576-1630), cronicar
- Anne Lipp (n. 1967), cercetătoare germană, directoarea Bibliotecii Universitare din Leipzig[2]

## Galerie imagini

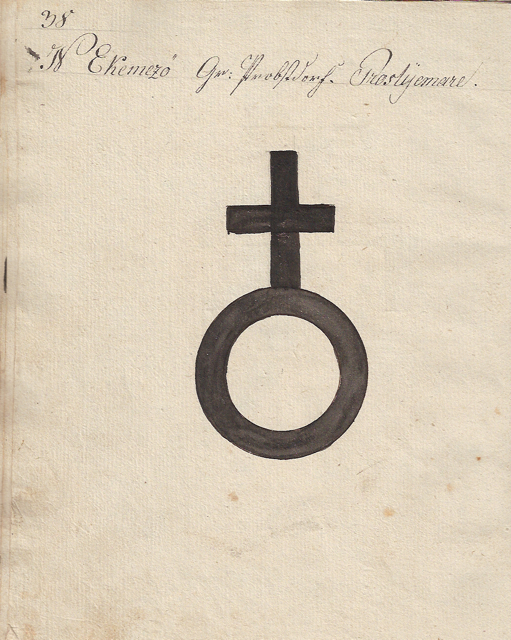
1826 - Danga pentru vitele din Proştea Mare
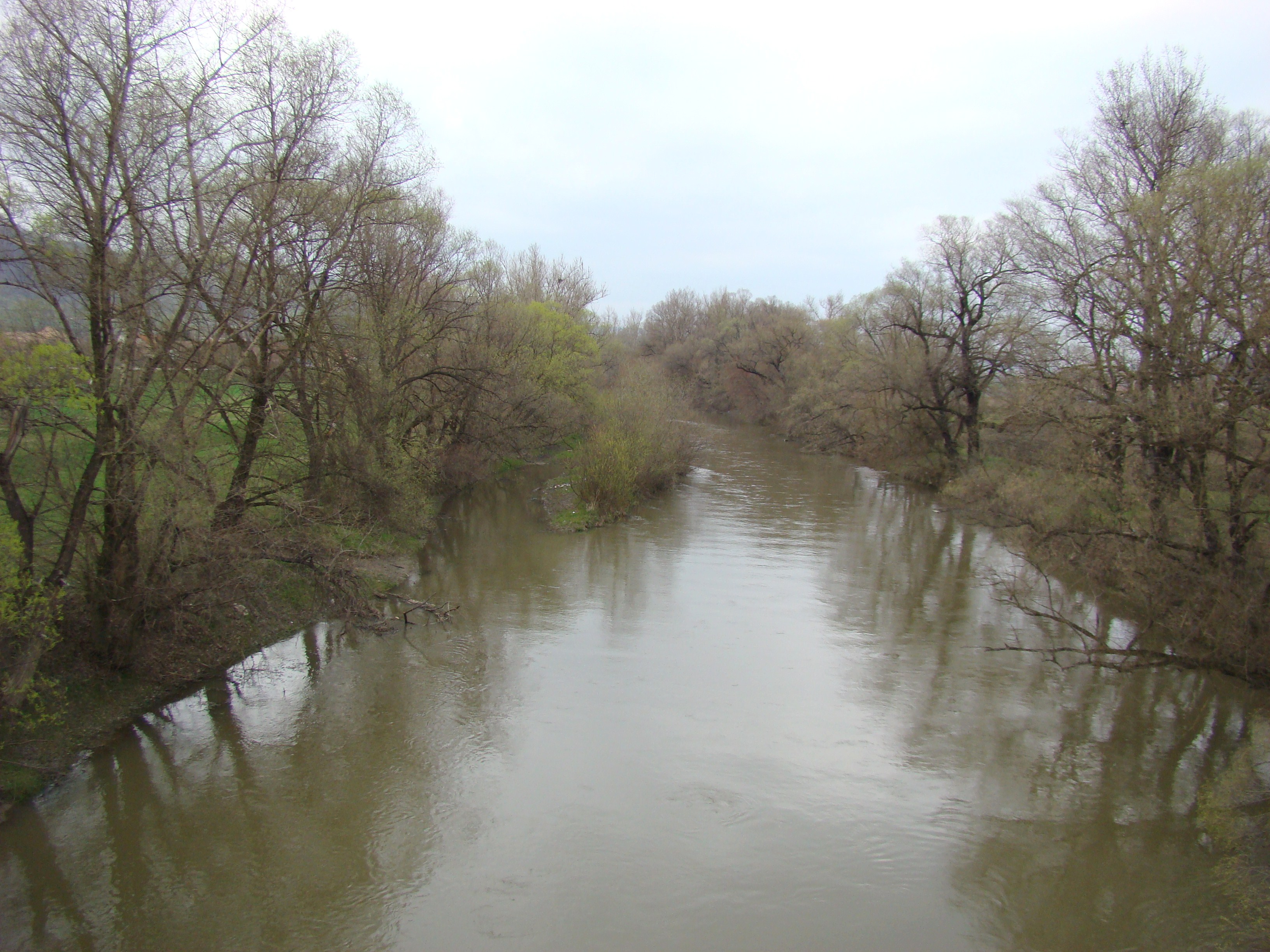
Râul Târnava Mare în dreptul localității Târnava
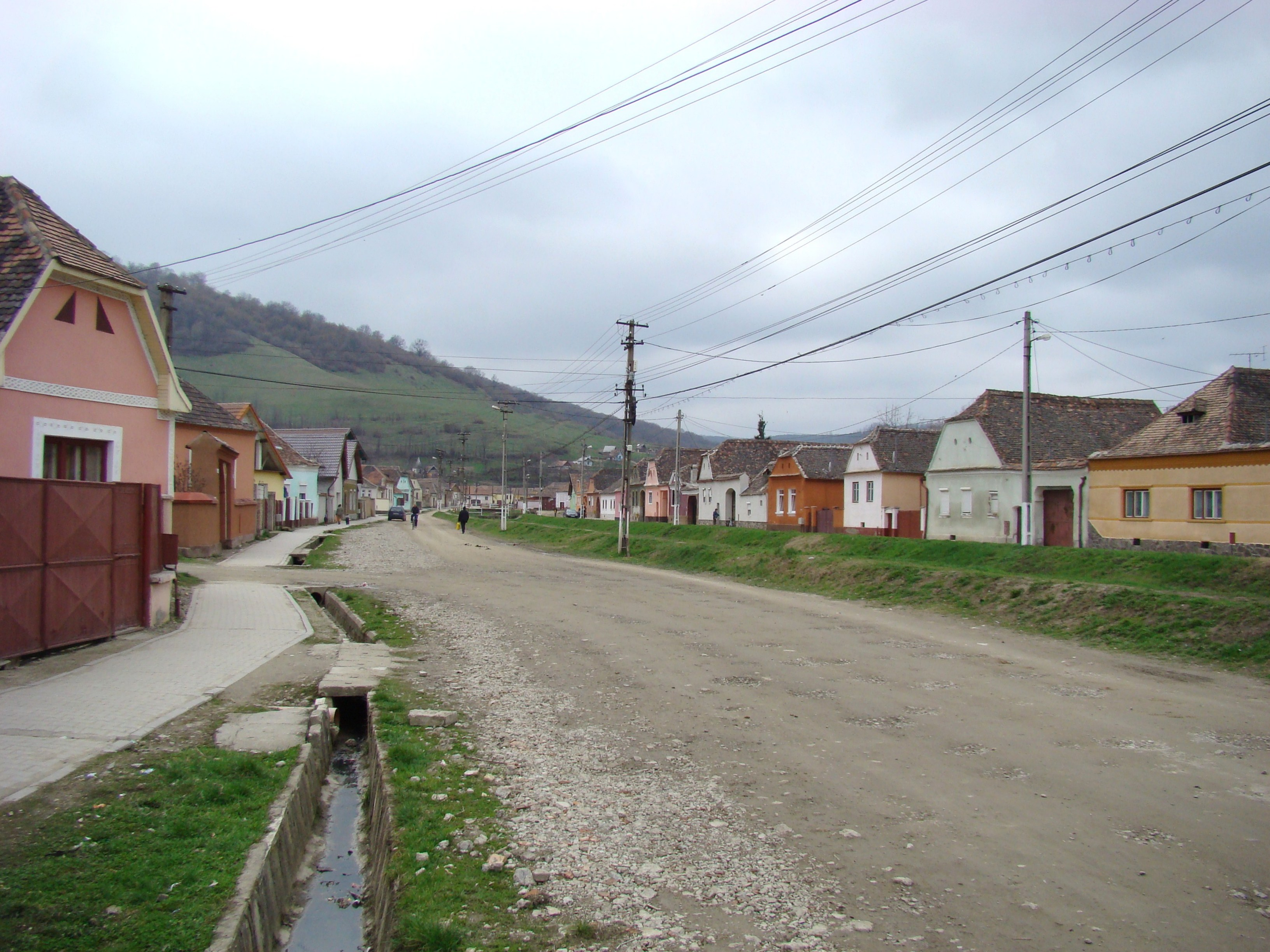
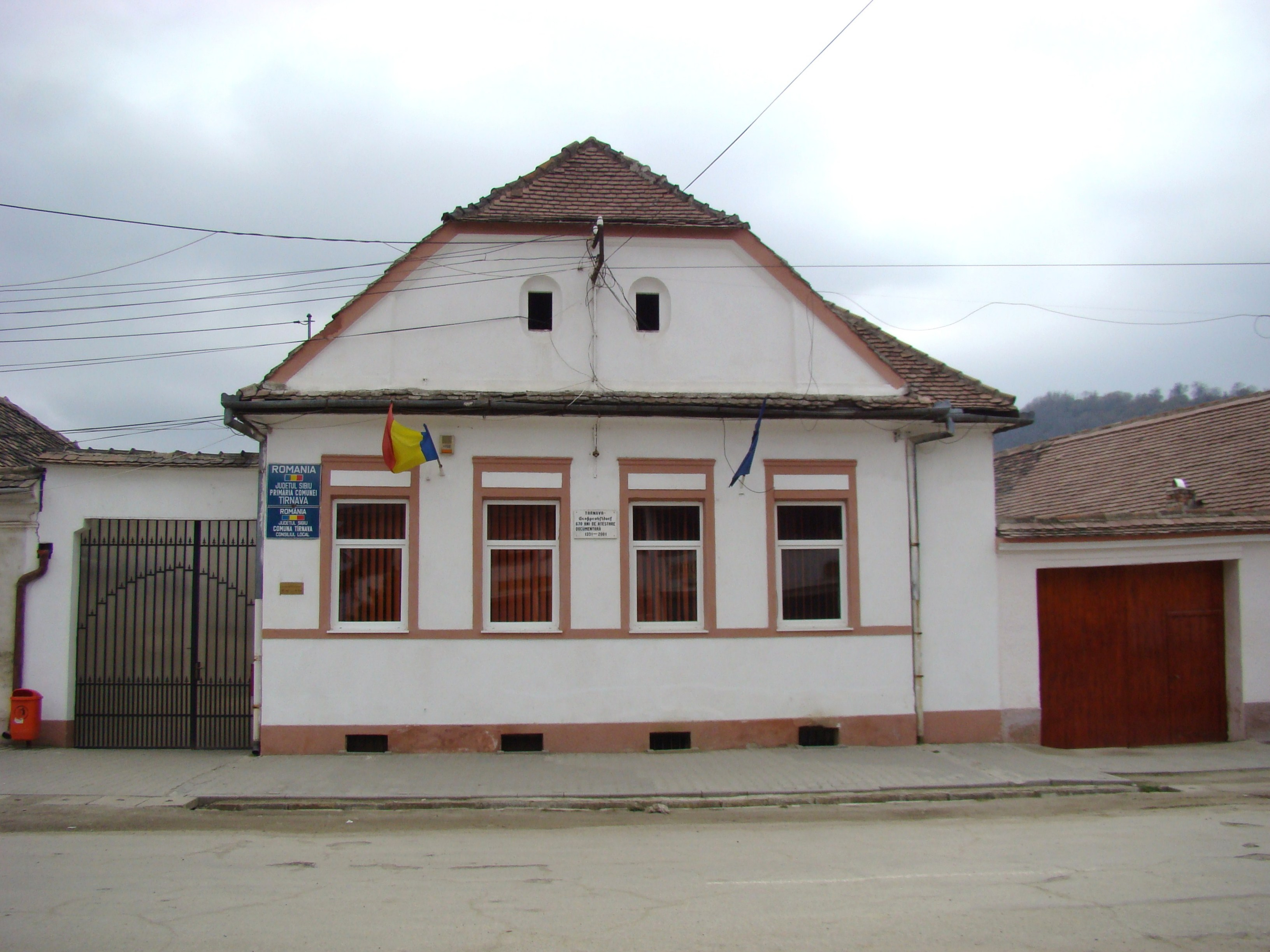
Primăria
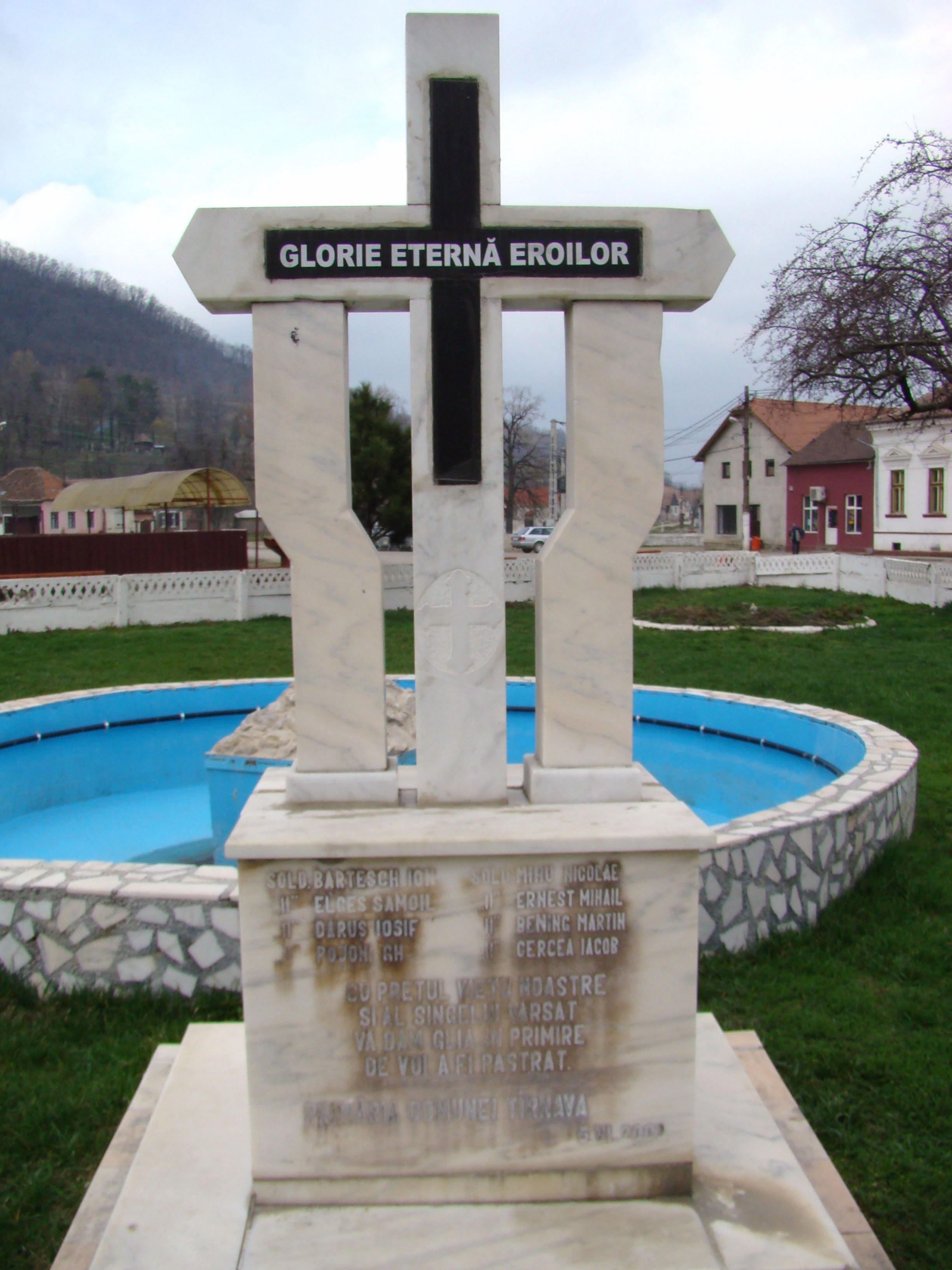
Monumentul Eroilor
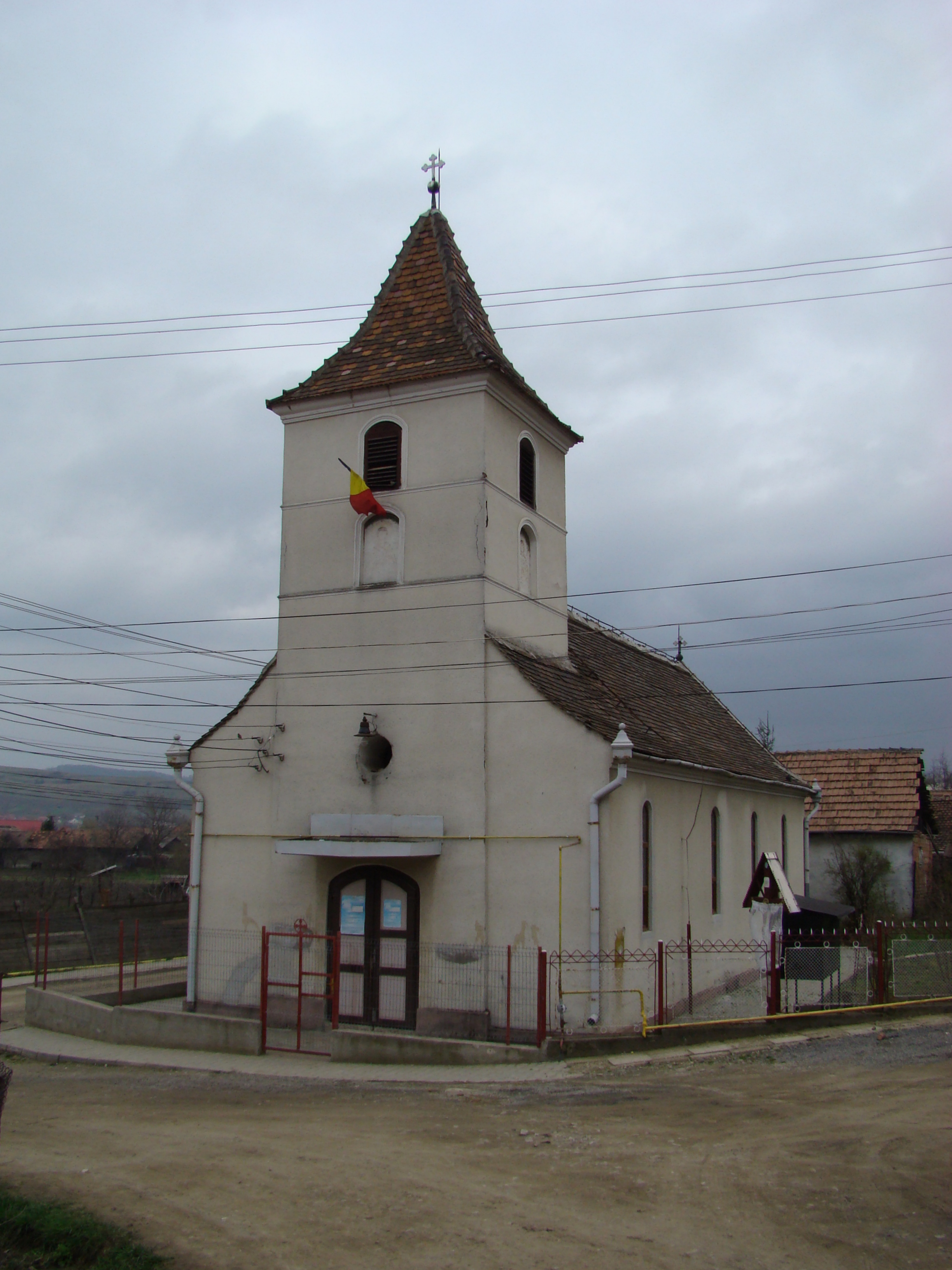
Biserica ortodoxă
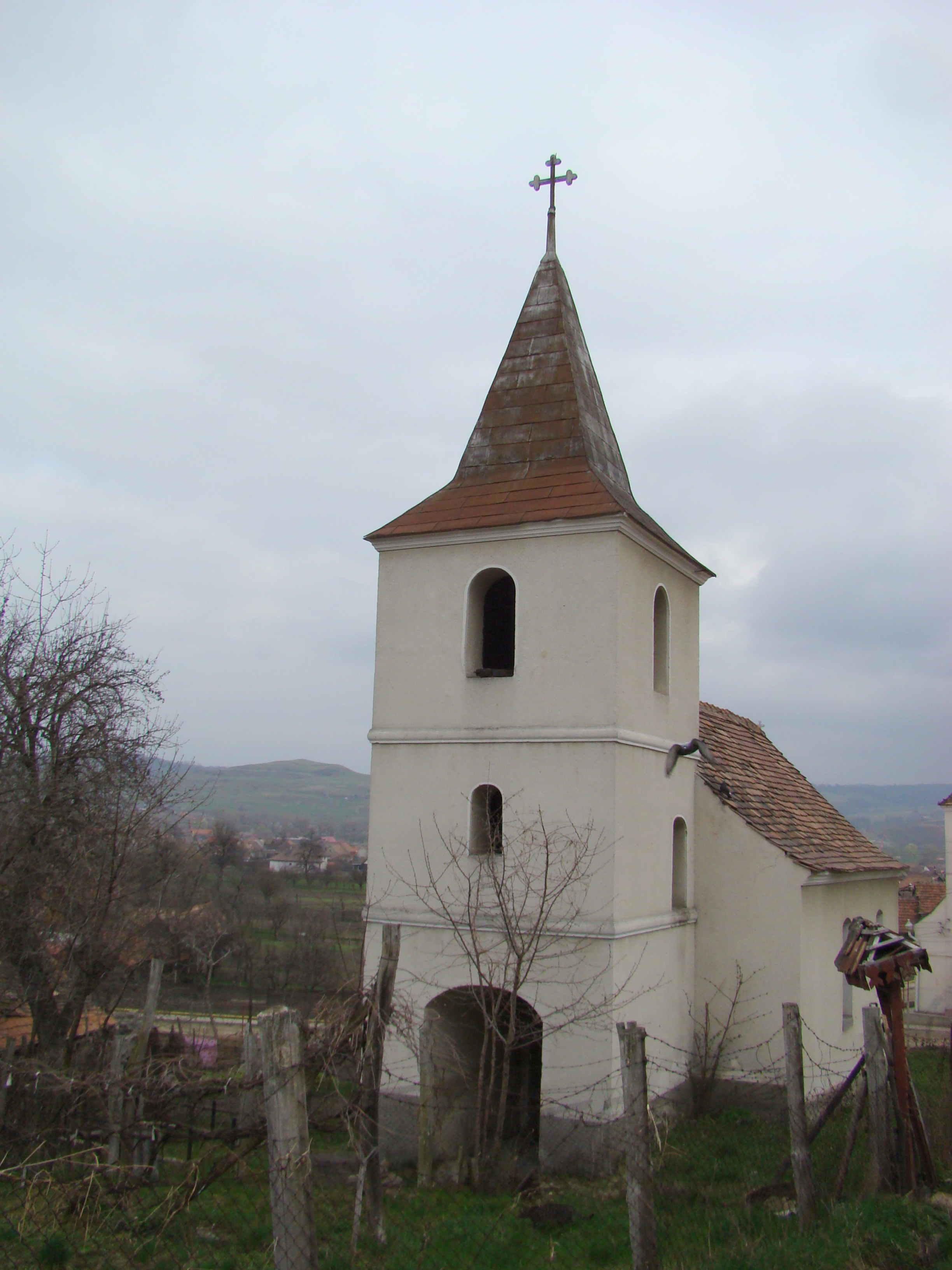
Biserica greco-catolică
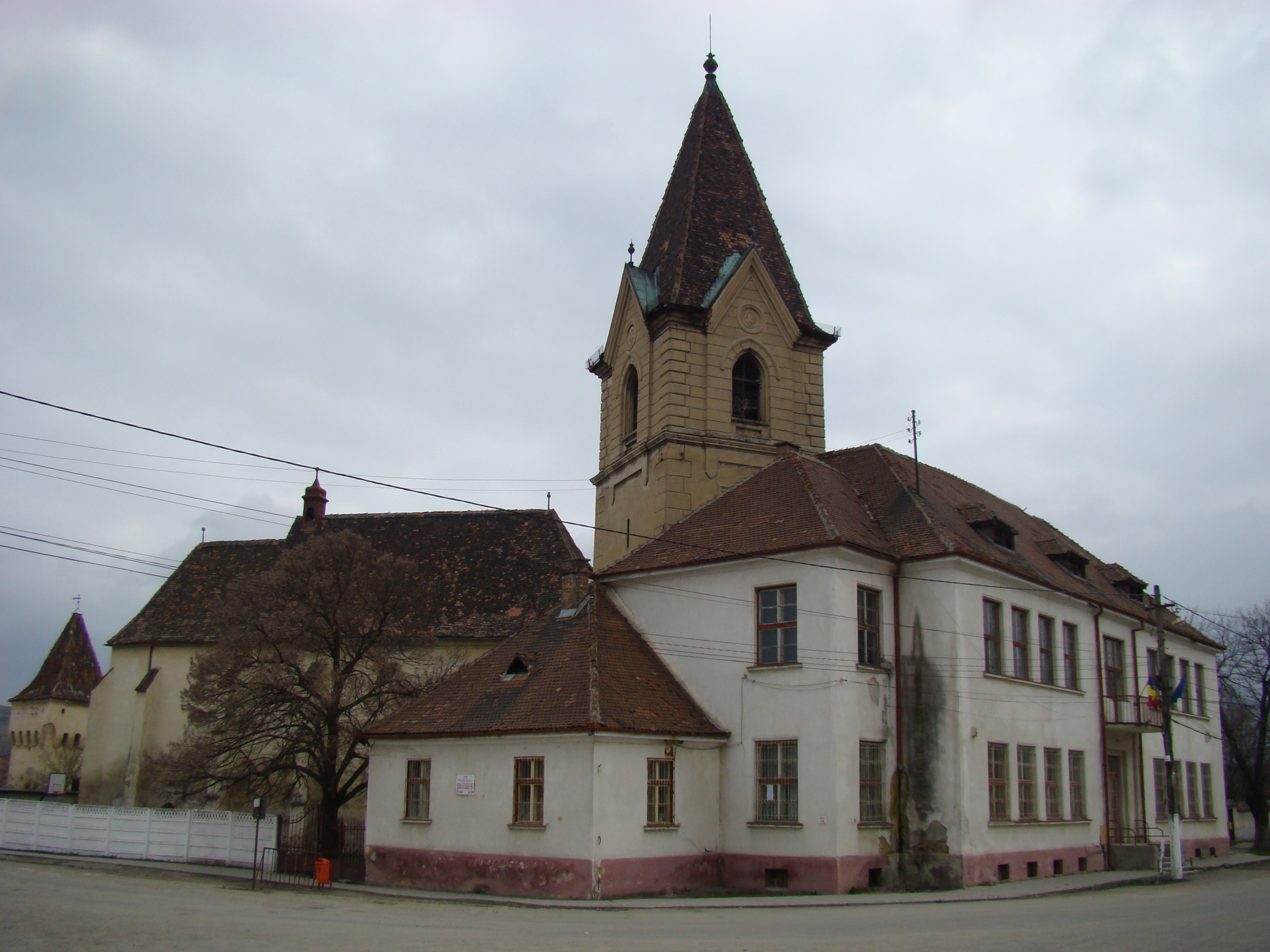
Ansamblul bisericii evanghelice fortificate și școala
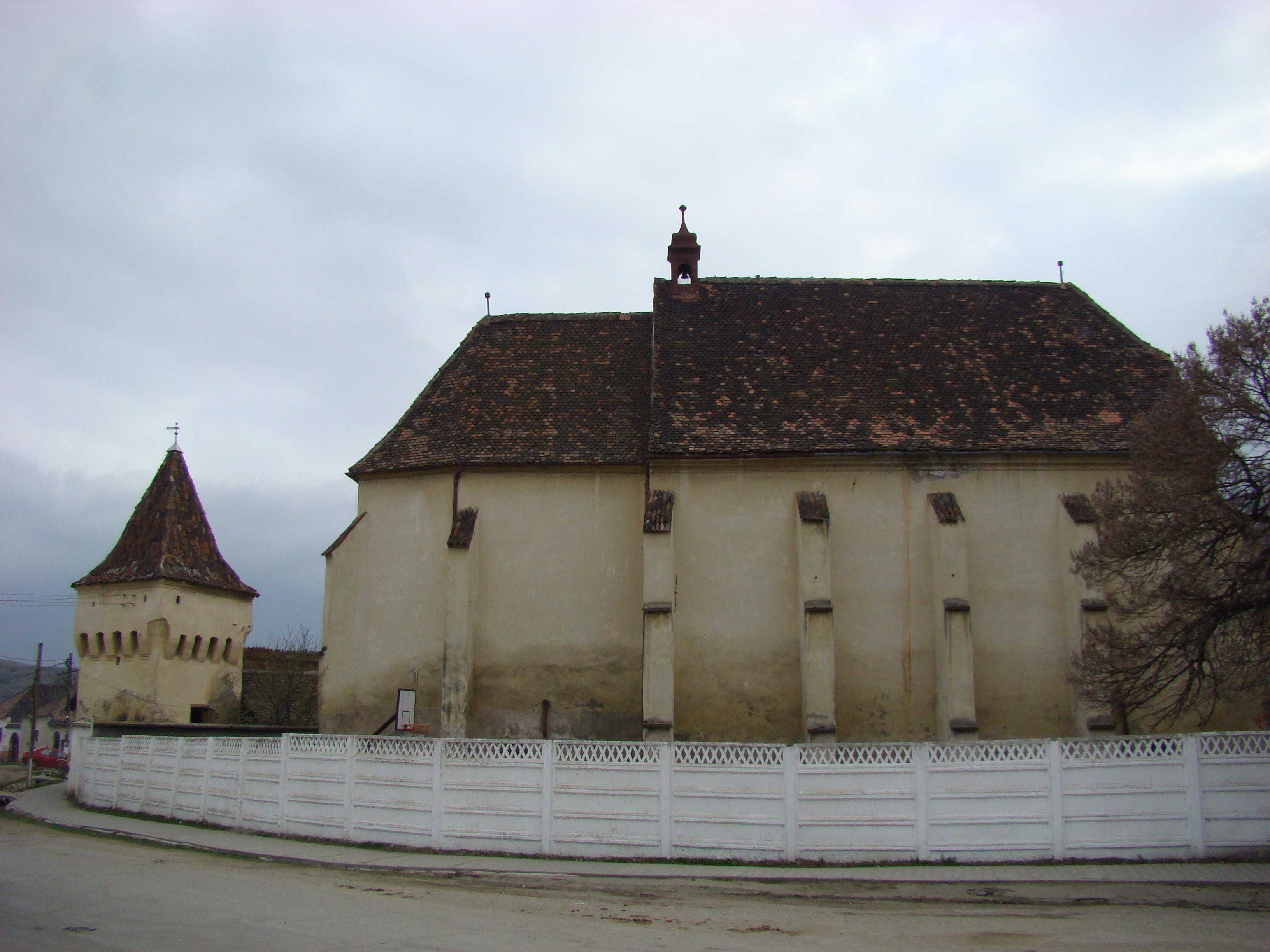
Ansamblul bisericii evanghelice fortificate
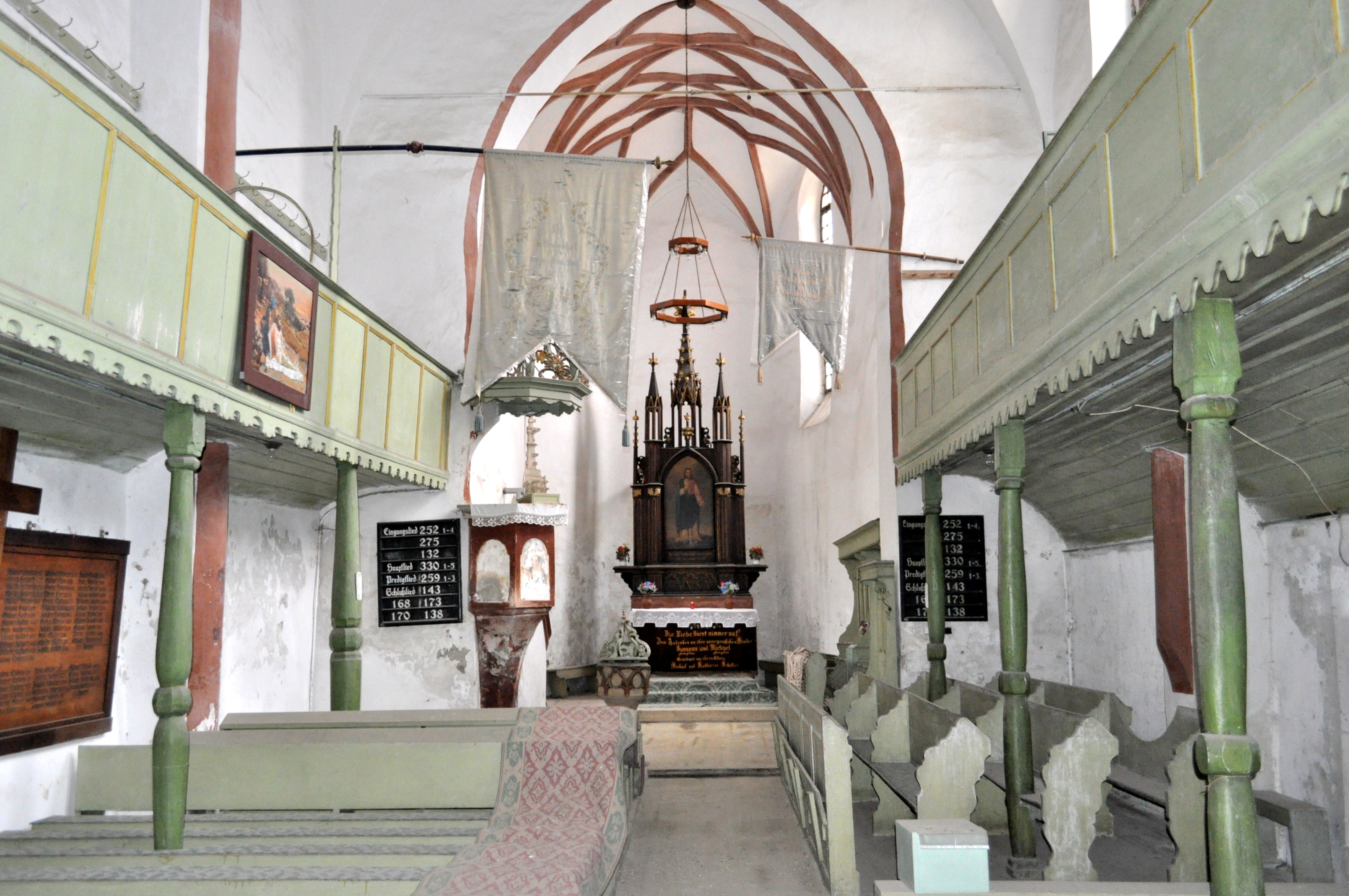
Biserica evanghelică (interior)